# Beni Oulbane
Beni Oulbane, également appelé Bani Oualben, Beni Ouelben ou Bani Welban, est une commune de la wilaya de Skikda en Algérie.

## Géographie

### Localisation
Beni Oulbane est situé dans la plaine entre Constantine et Skikda, près de Semendou, proche du Jabal Segaou et du Jabal de Sidi Driss du nom d'un saint descendant des Idrissides (dynastie arabe zaydite) du Maghreb al-Aqsa.   

### Toponymie
Il semblerait que le mot Ouelban/Walban viendrait du nom arabe de la ville de Huelva (Walban) ses habitants étaient appelés al-Welbani, seule trace dans la littérature de cette nisba certains de ces Andalous furent établis dans la région et y auraient alors  transposé le nom, comme il est mentionné chez l'historien tlemcénien Al Maqqari.
Émile Masqueray quant à lui pose la question dans ce nom, s'il ne serait pas la déformation arabe du nom de la tribu celtique des "Alban". Théorie erronée car ce toponyme n'apparaît qu'après la Reconquista et la présence ottomane.

## Histoire

### Site archéologique d'El-Meraba Bani Ouelban
Les ruines romaines de Bani Welban couvrent, dans le centre de la plaine, un pli de terrain parallèle à l'Ouâd Guebli, sur une longueur d'environ un kilomètre. À l'Est, est une nécropole très considérable, orientée comme la ville elle-même. Le nom de la ville romaine dont il ne reste que la ruine d'El-Meraba est donné par trois inscriptions retrouvées sur place du nom de Celtianium ou Celtianesis Ã El Meraba (ou Kherba des BÃni Ouelbane), Celtianis était une place dépendante de Cirta, comme Tiddis, etc Celtianis  devait être sur une route qui reliait Cirta à Collo et qui n'était sans doute qu'un embranchement de celle de Cirta à Rusicade .

### Période moderne
Beni Ouelbane possède une mosquée construite par la femme du Bey de Constantine en 1666 en l'honneur de Sidi Driss al-Idrissi et contient des dépouilles de saints venus du Sahara et de la famille arabe des Bou Hamam de Sidi Okba à Biskra, la zone est peuplée de tribus arabes et berbères, selon E.Carette les Beni Ouelban se sont divisés en 1840 en deux et étaient classés parmi les Arabes ethniques pour une partie et Kabyles pour l'autre, certains sont de souche idrisside (Sidi Driss), d'autres arabe hilalienne  et berbère, recensé dans l’étude qui classe en l’occurrence 300 Arabes et 300 Kabyles. La zone renfermait une vingtaine de marabouts, ils se disaient nobles et étaient de « races arabe et kabyle mêlées ». L'arabisation de cette zone serait due à l'implantation de tribus arabes dans ce secteur, en l’occurrence le caïdat de la deirah des arabes Oulad Braham qui commandait sur tout le Sahel de Skikda depuis l’actuelle commune de Beni Ouleben. Une autre explication serait ce qu'Ibn Khaldoun al-Hadrami et Ernest Mercier ont souligné, certains des grands groupes berbères (Houara, Nefzaua, Louata et Kutama), déjà arabisés, depuis la fin du XIVe siècle, « refondés » et ayant intégré dans leur sein des groupes arabes hilaliens et sulaymites, par exemple :
- les Beni Ouelbane, près de Semendou (constantine), liés avec d'autres fractions arabes constantinoises enchevêtrées par le contact comme[16] :
- les Beni-Merdès, près de Annaba ;
- les Dreid, Annaba, région de l'oued Zenati et Tebessa ;
- les Garfa (Karfa), entre Ain Beida et l'Oued Zenati ;
- les Attia, à Ain Mokra et surement vers Skikda ;
- les Oulad Madi, à Bord Bou Areridj ;
- les Oluad Saola, à Biskra ;
- les Daouida, entre le Zab et le Hodna.

« Les Beni-Ouelben (50 kilom. N), de race kabyle et arabe mélangée, sont sans influence, bien que se disant d'origine noble (sharif). Ils sont divisés en quatre fractions, et au nombre de 615, cultivateurs et pasteurs »

— Revue de l'Orient et de l'Algérie

Pour le géographe al-Idrissi, dans la région entre l'ancienne Collo et Constantine qui correspond au territoire de la wilaya de Skikda plus précisément de Beni Ouelben, se trouvaient des populations arabes d'origine hillalienne : 

« De Constantine... au port d’al-Collo, 2 journées, en traversant une contrée fréquentée par les Arabes. »

— al-Idrissi
. L'auteur nous dit que les Arabes de la région sont pacifiques et poursuit plus loin : 

« D’al-Collo à Constantine, on compte 2 journées, en se dirigeant vers le sud et en traversant un pays occupé par les Arabes. »

— al-Idrissi
Selon Ibn Khaldoun et Charles Ferraud, toutes les tribus entre Bougie (Bejaia) et Annaba appartenaient à la tribu berbère des Kutama, mais toute la population de cette zone est de nos jours un mélange d'Arabes et de Berbères. 
Selon le Kitab al-Adouani les populations qui occupent la campagne qui s'étend entre Constantine et la mer, la majeure partie d'entre elles s'allia aux Koraïchites  (Omeyyades) lorsqu'ils vinrent dans la contrée.
Selon la « Grande Encyclopédie inventaire raisonné des sciences, des lettres et des arts volume 6 » : il est dit que : « Beni Ouelban Tribus d'Arabes et de Kabyles mêlés ».
Chez les Banu Ouelban, le recensement de 1845 donne 380 bovins, 800 moutons, 200 chèvres, 110 chevaux et 70 mulets ; soit, en convertissant le tout en têtes de gros bétail (sur la base de 6 ovins ou caprins pour un bovin, un cheval ou un mulet), 726 têtes de gros bétail ; le parcours est de 1 952 ha, puisque tout le territoire de la tribu est morcelé en propriétés melk ; chaque tête de gros bétail disposera donc de 2,6 ha.
Le 24 janvier 1841, un détachement d'un régiment français prend part à l'expédition contre la tribu des Beni Ouelban.
Certains des Bani Ouelban se disaient originaires de Sakiet al-Hamra d'une famille religieuse (shorfa idrisside) originaire de Sakiat El Hamra (Maroc) installés d'abord aux environs de Djijeli, ils se seraient ensuite établis dans le pays qu'ils occupent aujourd'hui après en avoir chassé les habitants. Exemple, la famille « Derradji-Aouat » issu de Harbi.
Banu Ouelban était composé au moîns en partie d'arabes nomades selon André Noucshi ils nomadisait sur leurs territoires entre l'hiver et l'été , Charles Nodier constatait une différence lors de la conquête française entre le nord au bord de la mer peuplé de kabyles sédentaires et la région des beni ouelban près de Smendou : "À partir d’Oued-Smendou, le pays change d’aspect ; c’est un immense tapis jaune, sillonné de petites lignes vertes, qui indiquent de nombreuses rivières bordées de nérions, et parsemé de taches noires qui marquent les douairs des Arabes nomades et leurs troupeaux."
On comptait, dans le Sahel de Skikda à Beni Ouleban confié à l’administration du bach hambah, trois kaidats. Le premier était celui des Ouled—Braham (Beni Ouelban). Ce fonctionnaire, choisi par le bach hambah parmi les Arabes attachés au gouvernement soit comme chaouch, soit comme cavaliers du makhzen, recevait son investiture des mains du Pacha.
Les tribus qu’il commandait étaient établies auprès du Djebel-Segaou : 
- Beni-Ouelban Oulad Saad ;
- Ben Bagherich ;
- Ouled-el Hadj ;
- Beni-Ouelban-Ouled Aamar ;
- Ouled-Mebarek ;
- Beni-Ouelban—Ouled—Ahmed ;
- El-Aachach ;
- Beni-Ouelban.el—Zeghada ;
- Ouled—Braham (arabes des Oundaya fraction des Makil[29]) ;
- Beni-Sebihh ou Sbihi : Arabes et Berbères mélangés[30].

Linguistique ; 
La zone était incluse dans le dialecte bédouin des Banu Sulaym, qui part du Sud de la région de Collo au souf

## Personnalités liées à la commune
- Mebarek (dit Abdallah) Filali[32], membre fondateur du PPA (Parti du Peuple Algérien), et résistant algérien;
- Ali El Kenz[33], sociologue algérien ;
- Hocine El Kenz, poète arabe et résistant[34] ;
- Salah Filali, sociologue algérien[réf. nécessaire] ;
- Brahim Filali, administrateur, politicien et juriste algérien[réf. nécessaire].